# Jessica Alonso Bernardo
Jessica Alonso Bernardo (Gijón, 20 de setembre de 1983) és una exjugadora d'handbol asturiana guanyadora d'una medalla olímpica.
Va participar, als 28 anys, en els Jocs Olímpics d'Estiu de 2012 celebrats a Londres (Regne Unit), on va aconseguir guanyar la medalla de bronze en derrotar en el partit pel tercer lloc a la selecció de Corea del Sud.
Al llarg de la seva carrera ha aconseguit una medalla de bronze al Campionat del Món d'handbol, una medalla de plata al Campionat d'Europa.